# Fort Lillo
Pour les articles homonymes, voir Lillo.

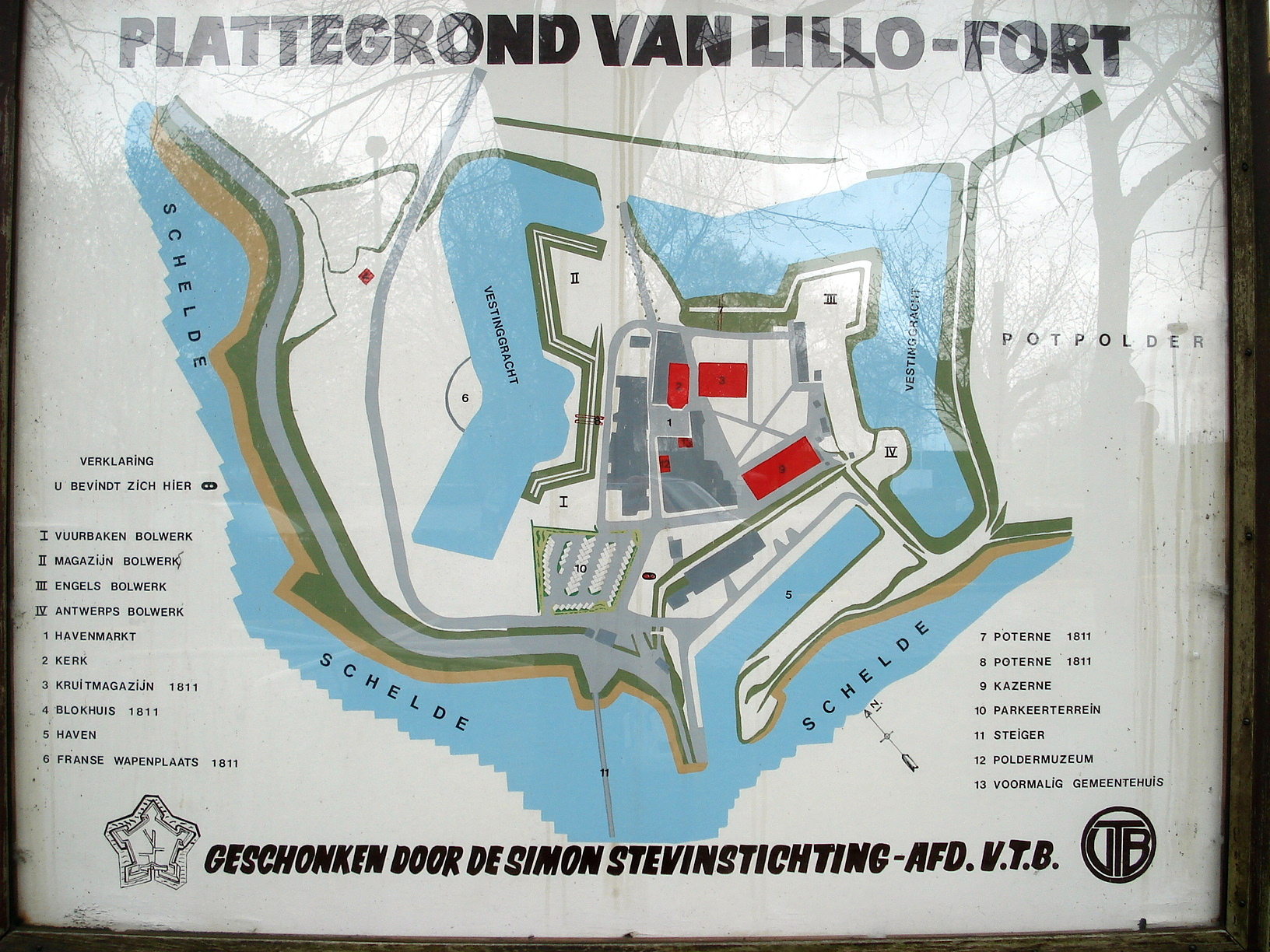
Plan de Fort Lillo.

Fort Lillo est un ancien fort militaire intégré dans la Ligne de défense d'Anvers, renfermant une petite agglomération habitée, situé sur la rive droite de l’Escaut, et entièrement cerné par les infrastructures et les industries du port d'Anvers en Belgique.
Des trois agglomérations dont se composait autrefois le village de Lillo, Fort Lillo est la seule à subsister, les deux autres — Oud-Lillo (litt. ‘Lillo-le-Vieux’), le village proprement dit, et Lillo-Kruisweg (litt. ‘croisée de chemins’) — ayant en effet été, à partir de 1958, après expropriation des habitants, démolis et rasés, pour permettre l’expansion du port d’Anvers ; Lillo partagea ainsi le sort de trois autres villages poldériens, Wilmarsdonk, Austruweel et Oorderen. Fort Lillo, ne faisant pas obstacle à ce plan d’expansion, a été préservé et fait figure aujourd’hui, comme cela a pu être dit, de « réserve ethnologique » des polders du nord d’Anvers.

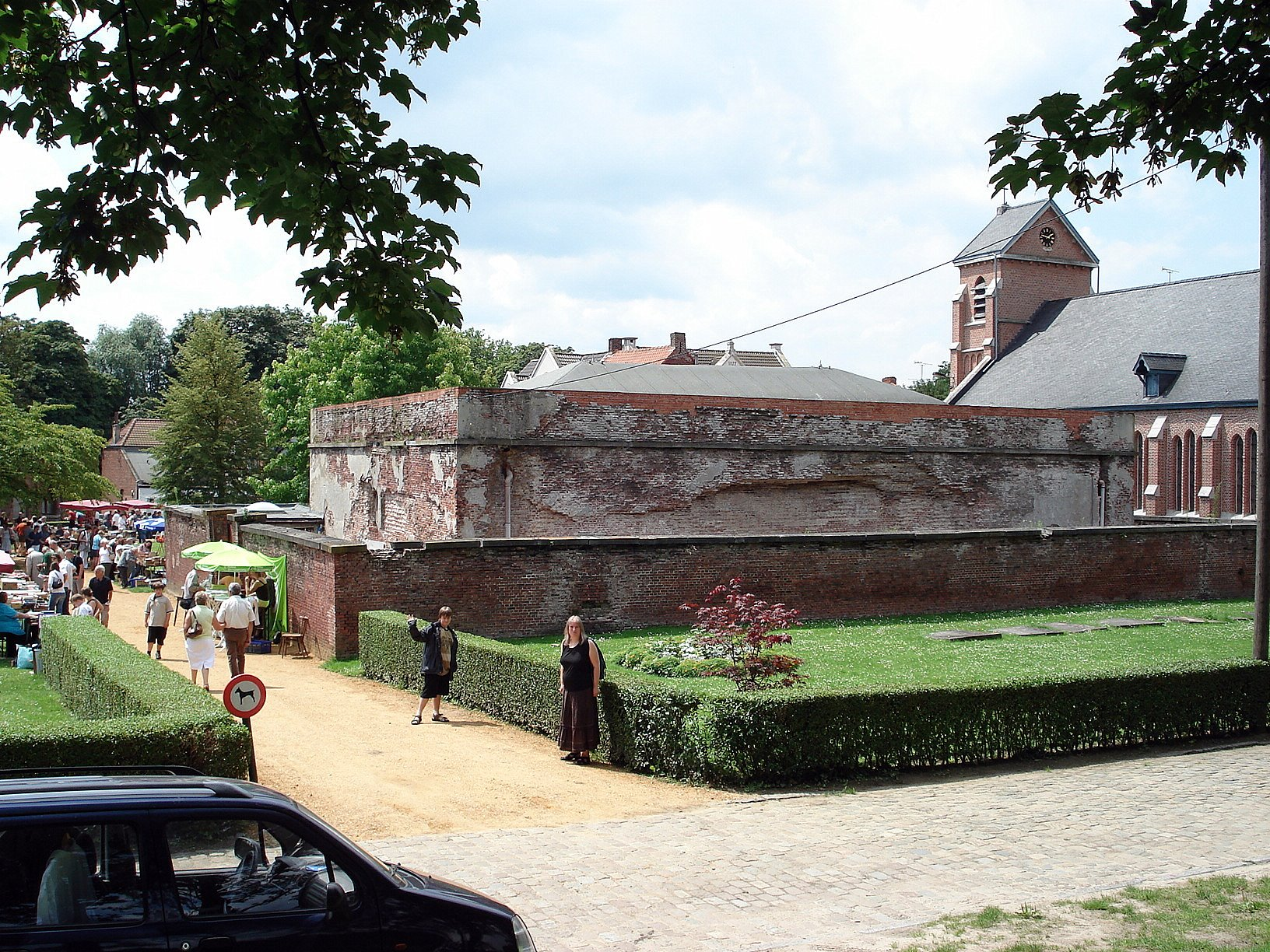
Lillo-Fort : Magasin à poudre (petit édifice parallélépipédique en briques à l'avant-plan), en cours d'aménagement (2007) ; à droite, l'église St.-Benoît. Foire au livre annuelle.

## Étymologie
Il semblerait que le nom de Lillo ('Lindelo', 'Linlo', 'Lindlo') renvoie au nom de l’endroit où était implantée la première ferme du marais, sur un terrain surélevé, 'Lindelo ter hoeve' (hoeve = ferme), en abrégé 'Linlo', comme le nom a été consigné en 1210 et dont la dénomination actuelle est dérivée. Lindelo est un composé intégrant le vocable germanique lindo, signifiant tilleul, et lo, altération du germanique *lauha, dont le sens est 'bosquet sur une hauteur sablonneuse'.
Les habitants de Lillo portent le sobriquet de « pêcheurs de crabes, rabouilleurs » (krabbenvangers).

## Histoire

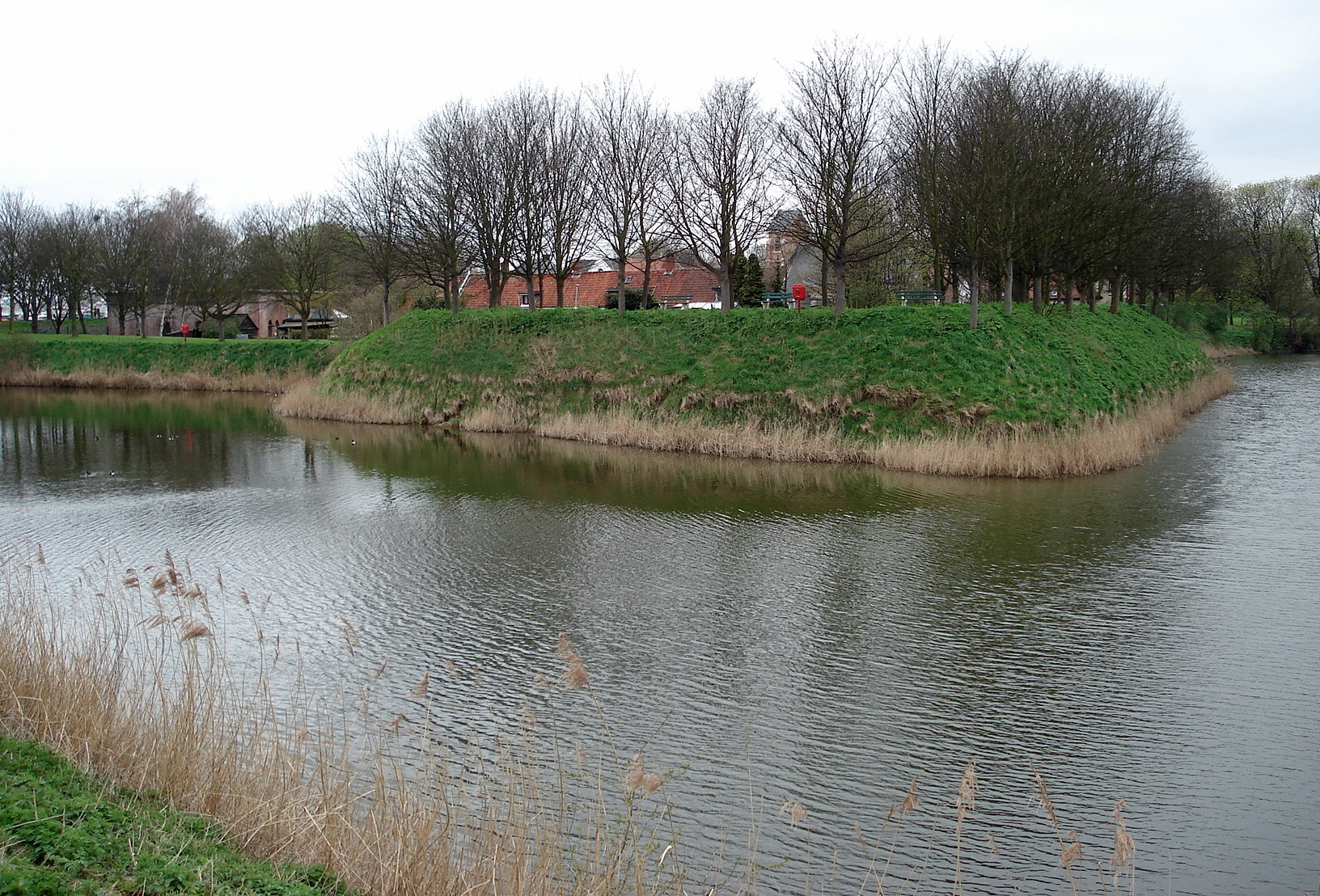
La douve et le bastion anglais à l'avant-plan. Derrière les arbres, on distingue le village et le clocher de l'église Saint-Benoît.

Jusque dans des temps reculés, Lillo-Fort a eu une signification militaire importante. Dès le IXe siècle (836), les Vikings y avaient une fortification au départ de laquelle ils pouvaient, en mettant à profit les marées montantes, mener leurs campagnes de pillages en direction d’Anvers, et plus au-delà, vers la vallée de la Rupel.
Le Fort de Lillo fut édifié en 1573 par les Anversois sous commandement espagnol, comme élément stratégique dans la défense d’Anvers et de l’Escaut. C'est en face de Lillo qu'eut lieu en 1574 la bataille navale de Lillo, lors de laquelle des gueux de mer zélandais réussirent à détruire, et en partie à capturer, une flotte espagnole ancrée dans l'Escaut. Le fortin fut agrandi en 1584 selon un plan de Guillaume d'Orange, par l'ingénieur David d'Orliens qui y fit édifier, pour le compte de la sédition, une casemate. Les troupes d’Alexandre Farnèse, occupées alors à assiéger Anvers, tentèrent en vain de s’en emparer ; parallèlement, Farnèse donna l’ordre de pratiquer des brèches dans les digues de l’Escaut, provoquant ainsi une inondation qui condamna Lillo à rester sous l’eau, et vide d’habitants, pendant environ soixante ans.

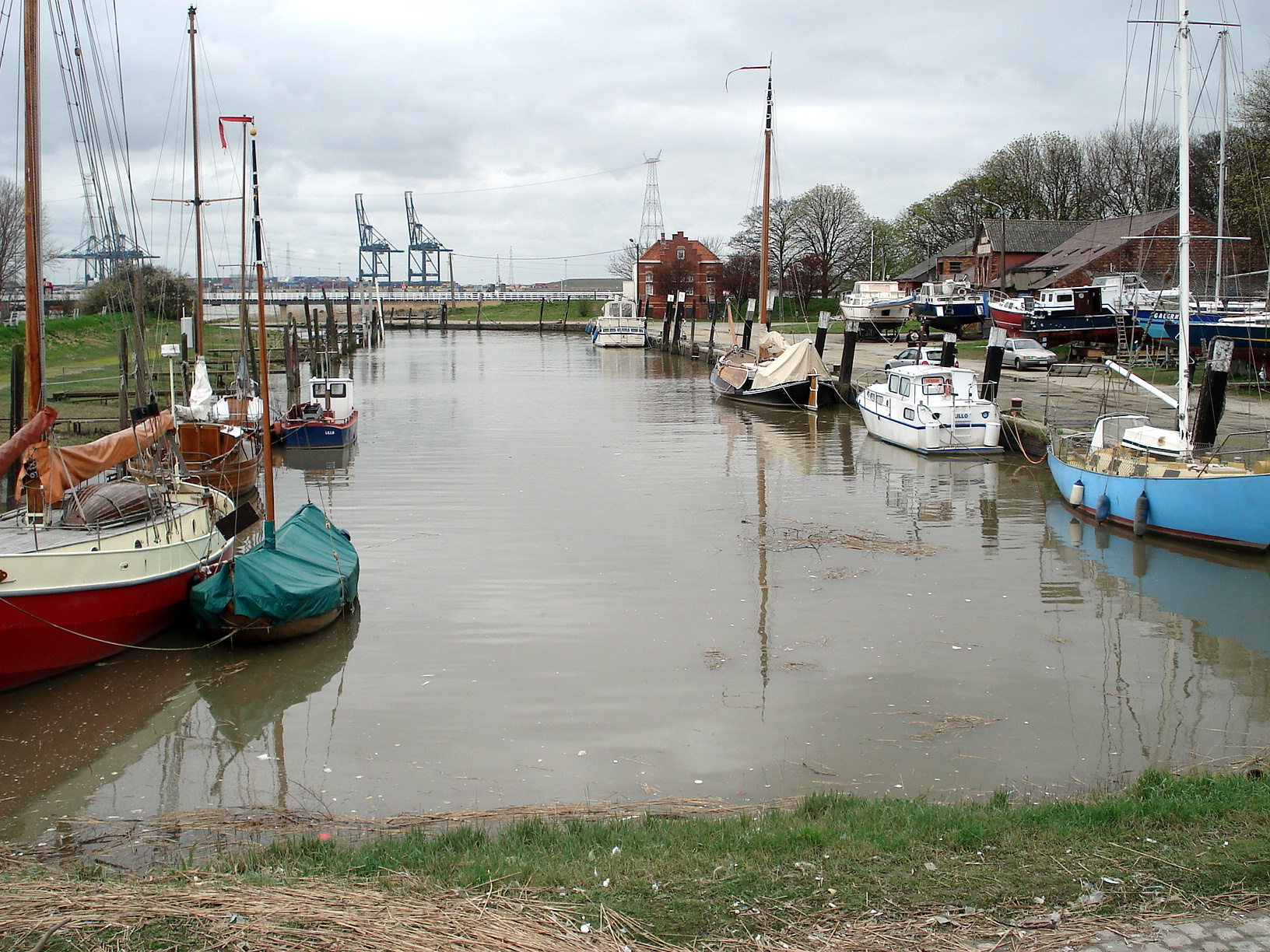
Le port à marée haute. Au loin, sur la rive opposée de l'Escaut, engins de manutention du Deurganckdok.

Après la chute d’Anvers le 15 août 1585, le fort resta cependant, en même temps que le fort de Liefkenshoek sur la rive opposée de l’Escaut, aux mains des États-Généraux et joua pendant quelques siècles un rôle clef dans la maîtrise de l’Escaut par la République des Provinces-Unies. Pendant la Trêve de douze ans (et encore ultérieurement), Lillo formait une sorte d’enclave protestante dans les Pays-Bas du Sud, que l’on s’appliquait alors à recatholiciser en profondeur ; des Anversois secrètement demeurés protestants s’y rendaient pour assister aux offices et pour faire baptiser leurs enfants. Les forts de Lillo et de Liefkenshoek furent attribués aux Provinces-Unies par le traité de Westphalie.
Durant la guerre de Succession d’Autriche, en 1747, le fort fut conquis sur les Hollandais par les Français, qui l’occupèrent pendant un an. Restitué à la République hollandaise aux termes de la paix d’Aix-la-Chapelle (1748), Lillo fut cependant cédé aux Pays-Bas autrichiens en 1785 par le traité de Fontainebleau. En 1794, il passa de nouveau aux mains des Français, qui firent construire une nouvelle caserne. Au moment de l'expédition menée par lord Chatham sur Anvers de juillet à décembre 1809, il fit partie, avec le fort de Liefkenshoek, de la ligne de défense établie en urgence par le vice-amiral Burgues de Missiessy, laquelle permit de stopper l'avancée anglaise et de sauver Anvers, qui était alors le plus grand chantier naval de l'Empire et un site stratégique clef. Après la révolution belge de 1830, les forts de Liefkenshoek et de Lillo restèrent un premier temps en possession des Hollandais, et ce jusqu’en 1839.

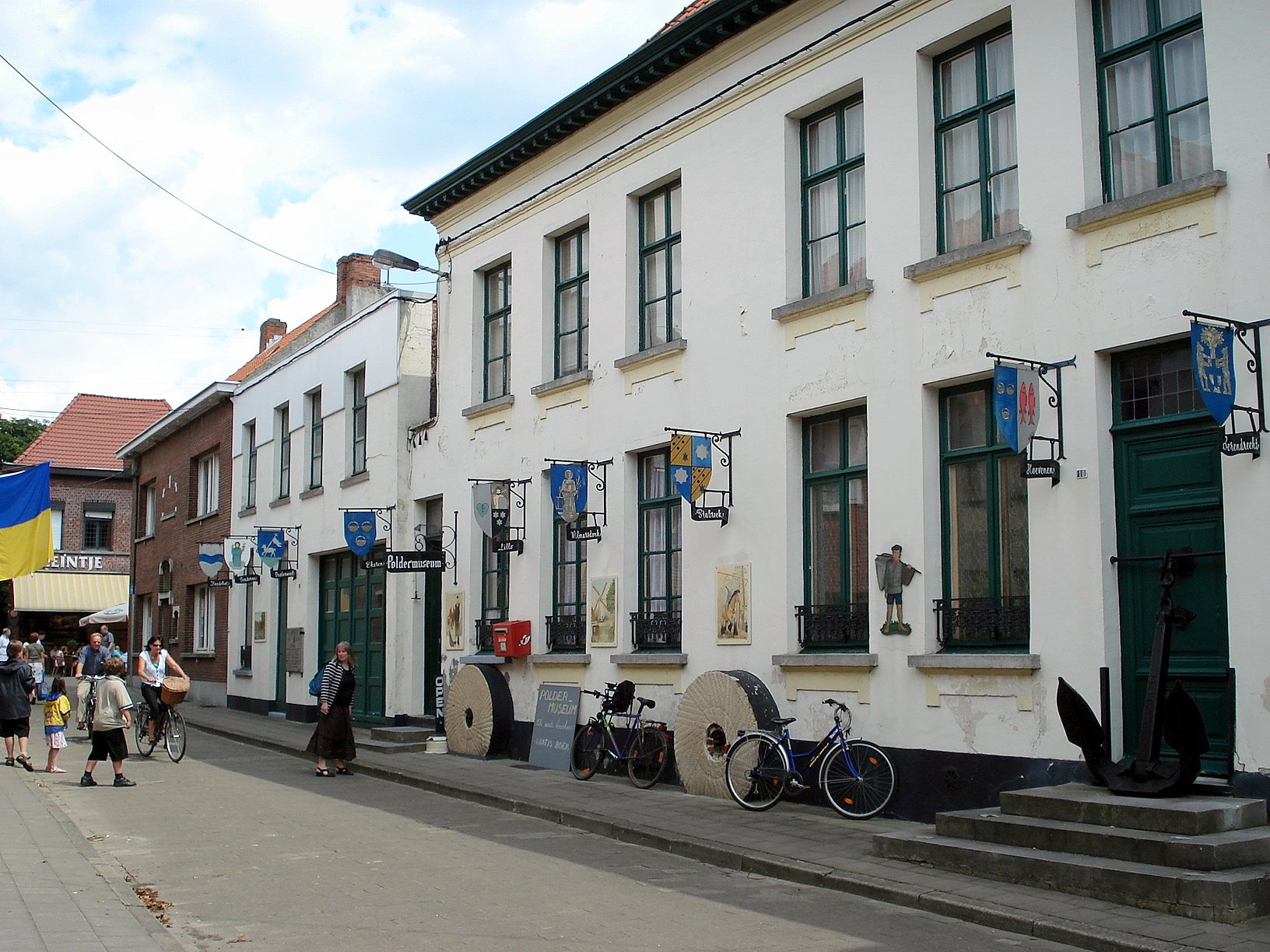
Lillo-Fort : le 'Poldermuseum'. Les enseignes sur la façade portent les noms des villages des marais nord d'Anvers, dont ceux des villages disparus Oorderen, Wilmarsdonk, Lillo et Oosterweel.

Le bastion a donc subi de nombreux remaniements au fil des siècles. Une caractéristique distinguait le fort de Lillo des autres forts : la présence d’un habitat civil. En 1830 s’y trouvaient 34 maisons civiles, abritant 128 habitants. Le fort fut démantelé entre 1896 et 1898, et n’eut plus dès lors de fonction militaire. Le plan actuel est pour l’essentiel identique à celui du XVIIe siècle, mais la plupart des édifices actuels, y compris les vestiges de fortification, datent du premier quart du XIXe siècle.
Lillo, qui en 1950 comptait 1 375 habitants, fut rattaché à la municipalité d’Anvers en 1958, conjointement avec les communes voisines de Berendrecht et Zandvliet. Peu après, le village entier, à l’exception du hameau de Lillo-Fort, est exproprié, puis démoli pour permettre, dans le cadre d’un plan quinquennal, l’extension du port d'Anvers. Au milieu des années 1960, le village ne comptait déjà plus que 800 habitants environ. Du village originel, il ne subsiste plus actuellement que le hameau de Lillo-Fort.
À la suite du mouvement de décentralisation engagé en l'an 2000 au sein de l’entité anversoise, ces trois anciennes communes constituent désormais le district de Berendrecht-Zandvliet-Lillo, en abrégé Bezali.

## Curiosités et sites remarquables
L’église St.-Benoît (néerl. St.-Benedictuskerk), ci-devant église St.-Joseph, érigée en 1883 dans le style néo-gothique, est depuis 1965 l’église paroissiale de la bourgade. Le petit clocher est, assez remarquablement, surmonté d’un fronton néo-classique. L’intérieur, fort dépouillé à l’origine (l’église à laquelle elle s’est substituée était en effet une église protestante), s’est enrichi des statues et du mobilier transférés ici en provenance des églises démolies de l’ancien village de Lillo, notamment de l’église St.-Benoît de Lillo-Kruisweg.

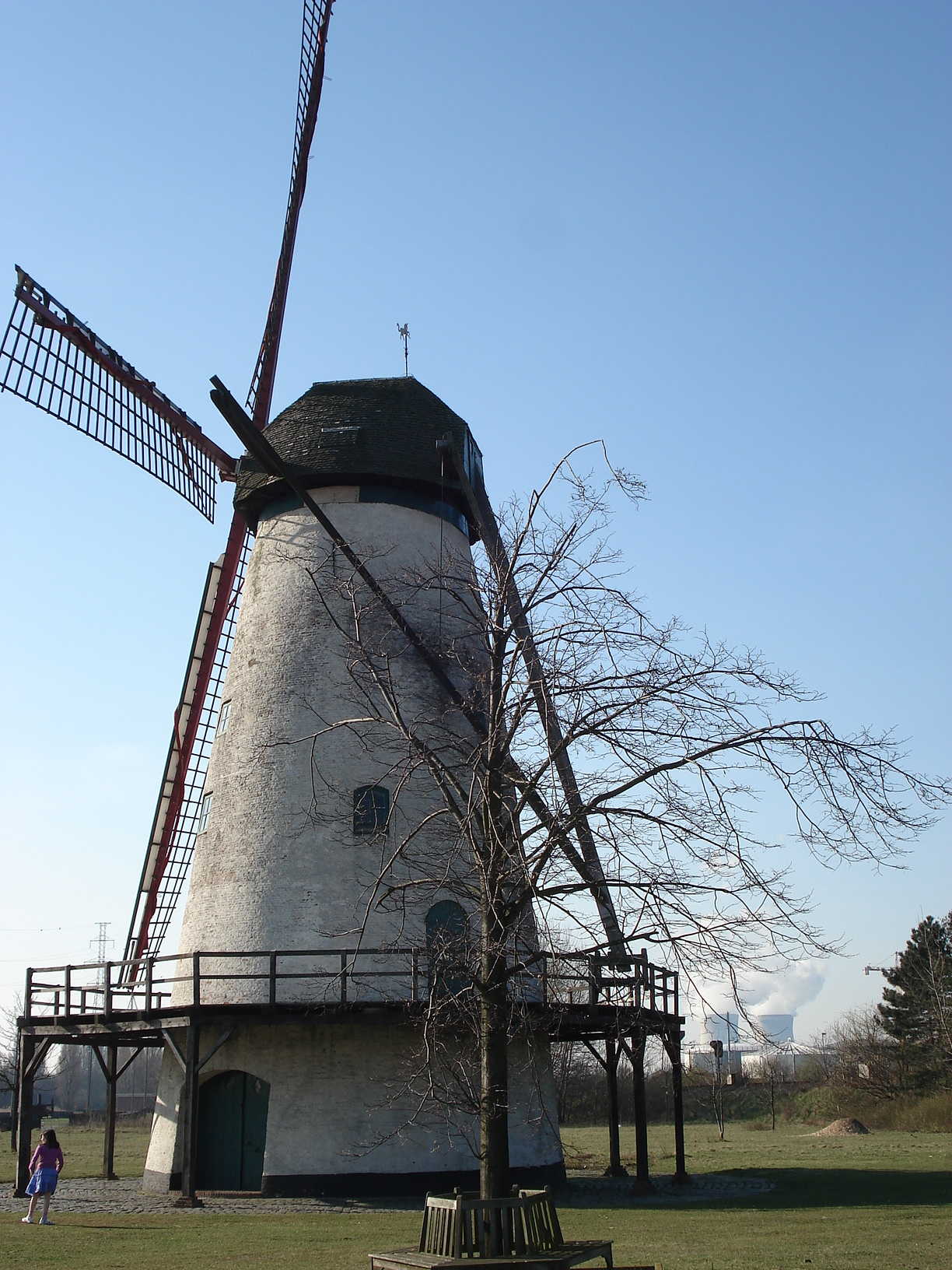
Moulin reconstruit De Eenhoorn, près de Lillo. Au loin à droite : centrale nucléaire de Doel.

La caserne datant de l’époque napoléonienne a été transformée en appartements en 2005.
Le magasin à poudre, également de cette époque, est en cours (2007) d’aménagement en musée.
L’ancienne maison communale (mairie), restaurée, a été rebaptisée Landshuis, et accueille régulièrement expositions et autres manifestations culturelles.
La jouxtent le Commandeurshuis (maison du commandeur) et le Poldermuseum. Ce dernier, fondé en 1958 et établi à l’origine dans le village de Wilmarsdonk, fut transféré ici en 1963, dans une ancienne biscotterie, à la suite de la disparition de ce village. Dans une vingtaine de salles sont exposés divers objets propres à composer un tableau de ce que fut la vie quotidienne dans les polders du nord d’Anvers.
Les remparts et la douve ont été conservés, à l’exception d’une partie de cette dernière, transformée en petit bassin à marée entre 1903 et 1906 ; ce killetje (néerl. 'crique, accul') est aujourd’hui à l’usage principal des plaisanciers.
Le moulin-tour à galerie De Eenhoorn ('la licorne'), de 1735, est le plus ancien des moulins de ce type que compte la Flandre. Situé à l’origine dans le hameau Kruisweg, il a été démonté en 1966, puis, avec les matériaux récupérés, reconstruit à l’identique près de Lillo-Fort en 1969.
Un long embarcadère sert à l’amarrage d’un bac qui pendant les mois d’été fait le service entre Lillo et Doel.

## Galerie

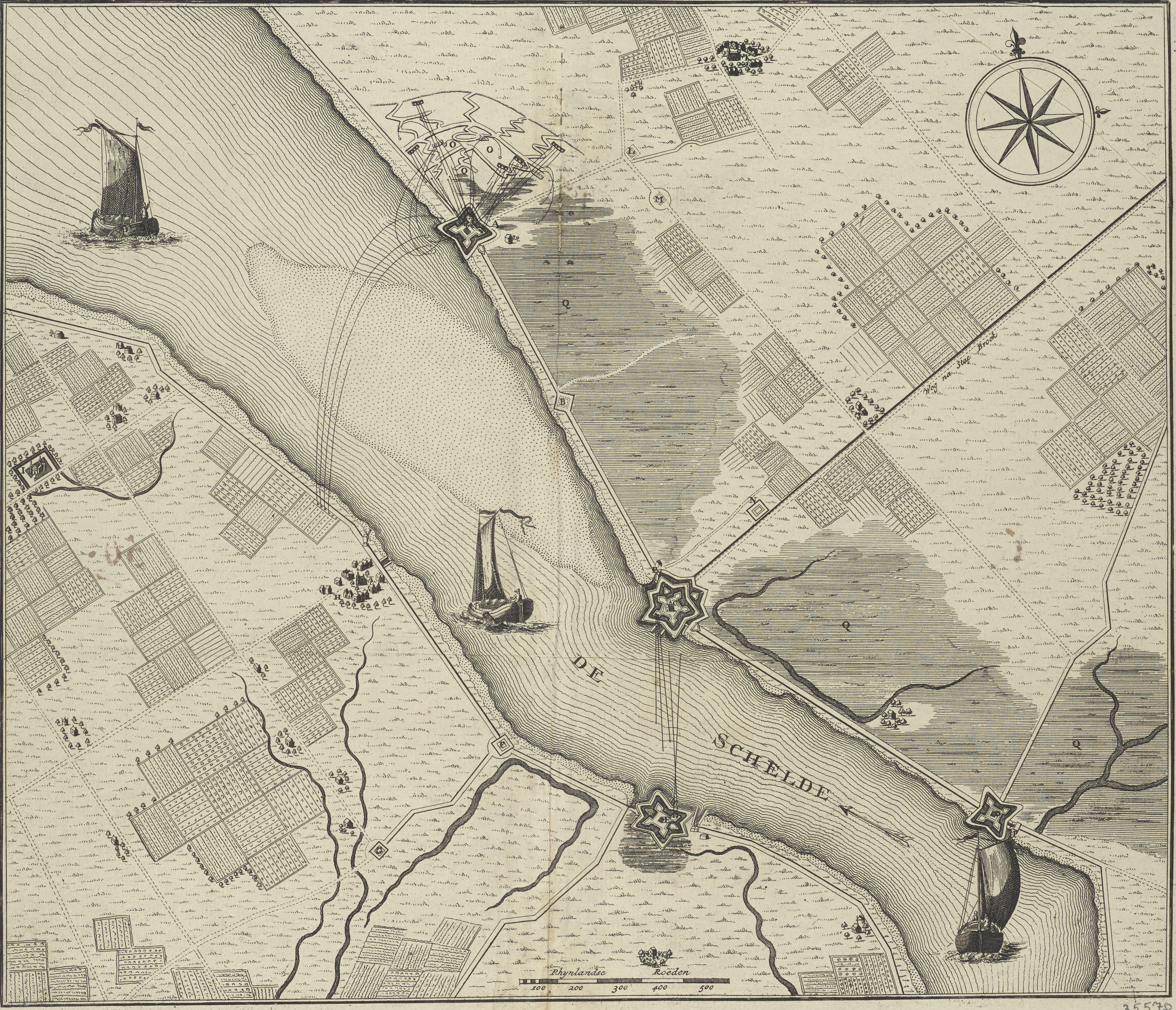
Les forts Lillo, Krysschans et Liefkenshoek au milieu du 18ee.
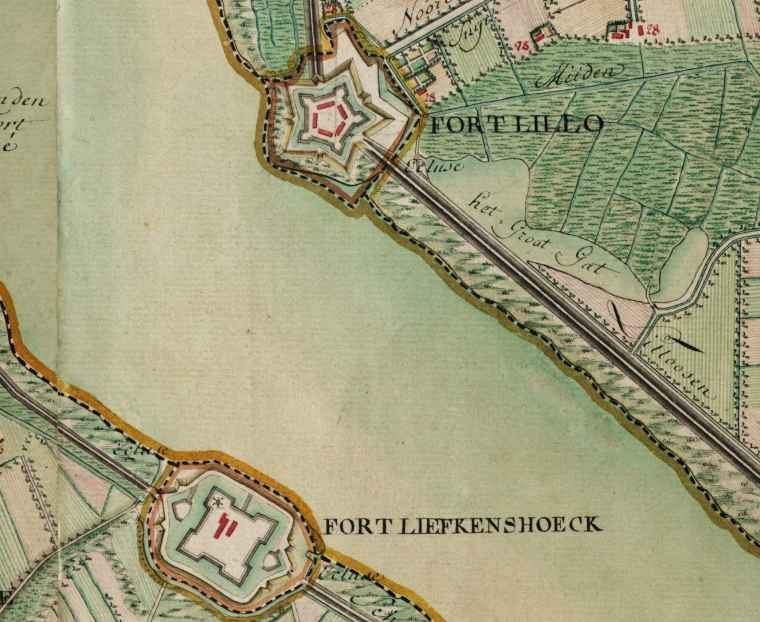
Le fort Lillo et le fort Liefkenshoek sur une carte de Ferraris en 1775.
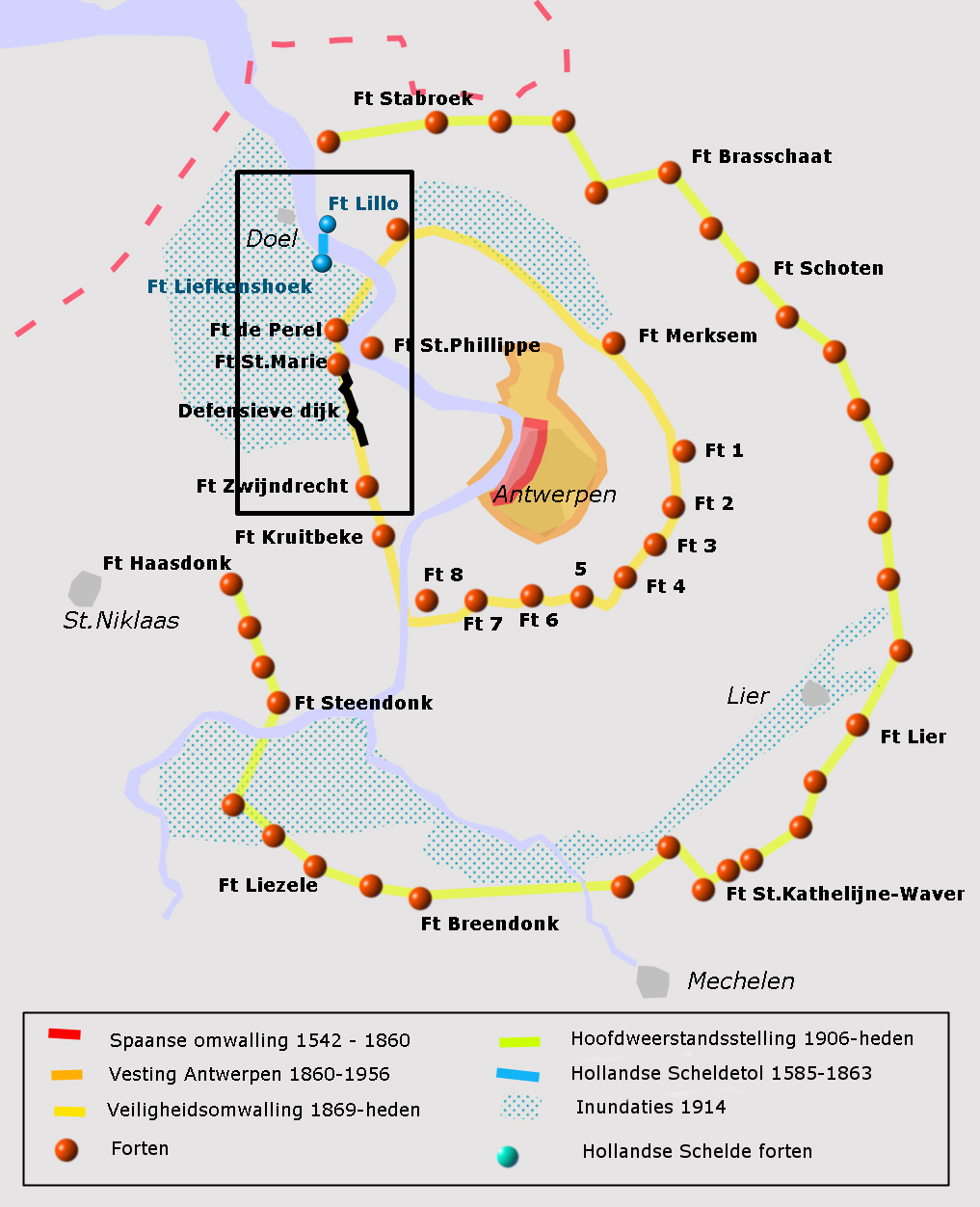
Position du fort Lillo dans la région d'Anvers.
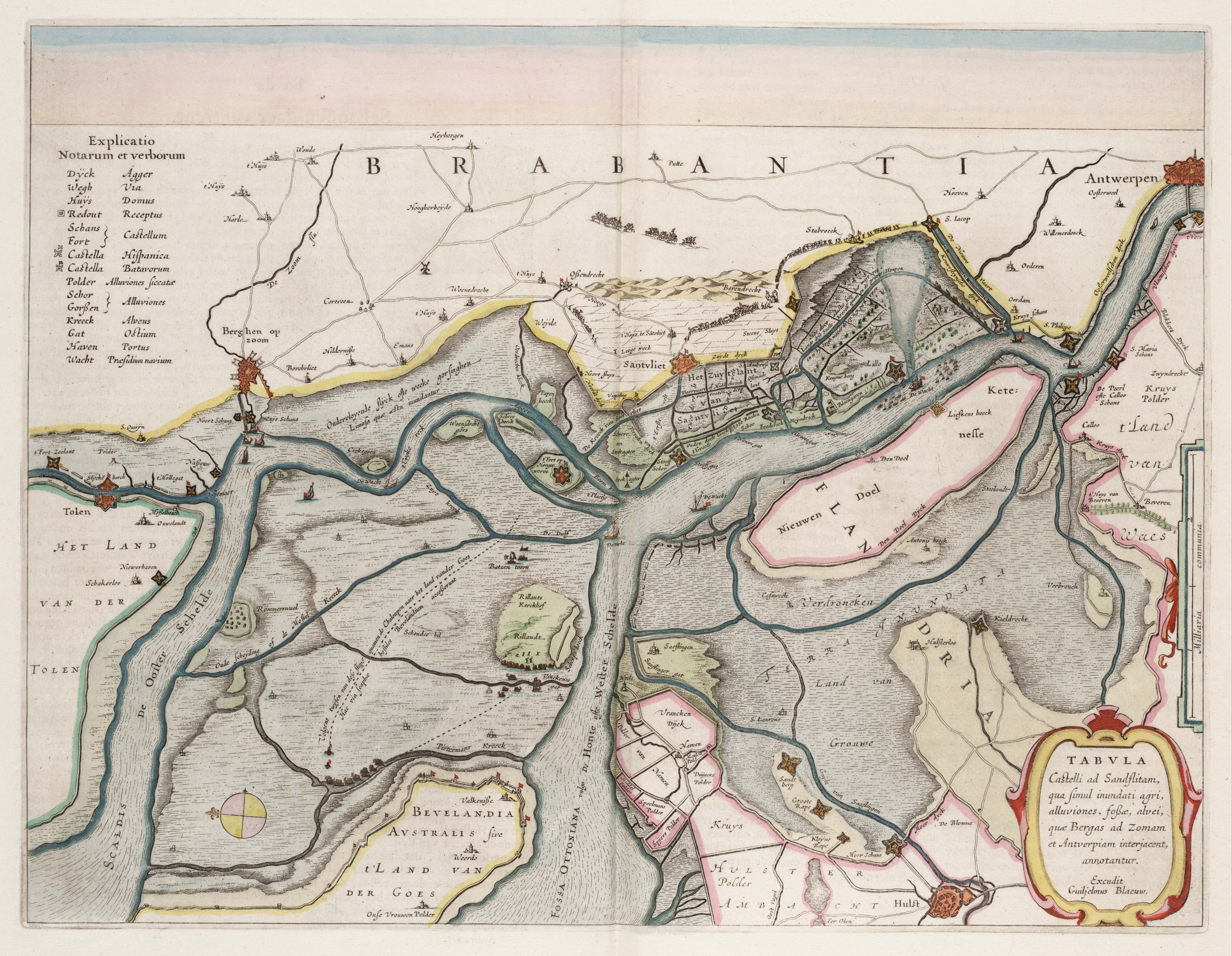
Le fort Lillo (positionné sur la rive droite de l'Escaut, à l'est de Zandvliet, à hauteur du groupe de bateaux descendant le fleuve sur la carte) d'après Blaeu vers 1630.